# Porady Górne (gromada)
Porady Górne – dawna gromada, czyli najmniejsza jednostka podziału terytorialnego Polskiej Rzeczypospolitej Ludowej w latach 1954–1972.
Gromady, z gromadzkimi radami narodowymi (GRN) jako organami władzy najniższego stopnia na wsi, funkcjonowały od reformy reorganizującej administrację wiejską przeprowadzonej jesienią 1954 do momentu ich zniesienia z dniem 1 stycznia 1973, tym samym wypierając organizację gminną w latach 1954–1972.
Gromadę Porady Górne siedzibą GRN w Poradach Górnych utworzono – jako jedną z 8759 gromad na obszarze Polski – w powiecie rawskim w woj. łódzkim, na mocy uchwały nr 37/54 WRN w Łodzi z dnia 4 października 1954. W skład jednostki weszły obszary dotychczasowych gromad Bronisławów, Marchaty, Pągów, Porady Górne, Rokszyce Nowe, Słupce, Szwejki Małe, Zofiów i Rokszyce (z wyłączeniem stawów Spółdzielni Produkcyjnej Biała Rawska i uroczyska Żurawia) ze zniesionej gminy Marianów oraz parcelacja Szwejki Małe z dotychczasowej gromady Szwejki Wielkie Nowe ze zniesionej gminy Stara Wieś w tymże powiecie. Dla gromady ustalono 14 członków gromadzkiej rady narodowej.
Gromadę zniesiono 1 stycznia 1959, a jej obszar włączono do nowo utworzonej gromady Biała w tymże powiecie.